# Hormoschista latipalpis
Hormoschista latipalpis är en fjärilsart som beskrevs av Walker 1858. Hormoschista latipalpis ingår i släktet Hormoschista och familjen nattflyn. Inga underarter finns listade i Catalogue of Life.